# René Fournier
René Fournier (Aulnay-sous-Bois, 18 dicembre 1932 – Villeneuve-sur-Lot, 26 agosto 2023) è stato un ciclista su strada francese che corse a cavallo fra gli anni '50 e '60.

## Palmarès

### Strada
- 1955 (Mercier, una vittoria)

Circuit de l'Indre
- 1956 (Mercier, una vittoria)

Parigi-Camembert
- 1959 (Rapha-Geminiani, una vittoria)

2ª tappa Circuit d'Aquitaine
- 1960 (Saint Raphäel, una vittoria)

Tour du Vaucluse

## Piazzamenti

### Grandi Giri
- Tour de France

1956: ritirato (3ª tappa)
1957: ritirato (4ª tappa)
1962: ritirato (7ª tappa)